# Обращение к 2020 году
«Обращение к 2020 году» — песня российского рэп-исполнителя Дани Милохина, выпущенная 14 декабря 2020 года в качестве сингла на лейбле Dream Team Family.

## Предыстория
В начале декабря 2020 года Даня Милохин опубликовал фрагмент трека в своих Instagram- и TikTok-аккаунтах, призвав фанатов снимать в TikTok видеоролики под сниппет его нового сингла. За 4 часа с момента выпуска отрывка композиции на него было снято уже более 1,8 тыс. клипов.
По данным сайта Srsly.ru, релиз сингла является преждевременным, который обусловлен неофициальной публикацией полной версии трека в интернет.
В интервью журналу Elle Даня Милохин заявил, что вдохновением для трека послужил тот факт, что рэп-исполнитель и его команда «просто хотели сделать какой-то крутой трек под конец года».

## Видеоклип
Релиз видеоклипа на трек состоялся 15 декабря 2020 года на официальном YouTube-канале TikTok-дома Dream Team House, на следующий день после выпуска сингла.

### Сюжет
Как отметила Оксана Скибун из Srsly.ru, в видеоработе рэп-исполнитель продолжает «развивать» идею, заложенную в текст песни «Обращение к 2020 году»: поёт о своих успехах и достижениях, перечисляя последние от участия на шоу «Вечерний Ургант» до обретения победы в категории «Открытие года» по версии журнала GQ. В самом клипе Даня появляется в образе работника хип-хоп бара «АСАП», который в конце дня убирает и закрывает заведение. В то время, когда он оказывается один, на дисплее телевизора появляется изображение, похожее на новогоднее обращение главы государства, однако вместо президента его произносит Даня Милохин. После этого рэп-исполнителя находит музыкальное оборудование: микрофон, стойку и маленький телевизор и начинает исполнять песню, параллельно снимая происходящее на видео, что является отсылкой к его прошлой жизни: работая в кафе в Анапе, он также записывал видеоклипы для TikTok. Затем ролик повествует о том, что на улице собирается группа молодых людей, которые заглядывают в окна заведения и наблюдают за TikTok-блогером. Тот решает впустить их в бар, чтобы устроить «вечеринку». Далее Даня продолжает «зачитывать дисс» на 2020 год, однако «веселье» прерывается в тот момент, когда приходит начальница Милохина и изгоняет всех участников торжеств.

## Отзывы
Артём Кучников из ТНТ Music назвал трек «сварливым», а бит — «минималистичным», который был сделан «в духе раннего Face», отметив, что в песне Даня «гордится своим прорывом на фоне мирового распространения заразы». Обозреватель также отметил, что Даня в своём «диссе» не пытается произвести «серьёзное» впечатление и «просто напоминает» всем о вере в благополучное будущее и «полезности мандаринов». Рецензент интернет-издания InterMedia Алексей Мажаев назвал «Обращение к 2020 году» «довольно адекватным». Редакция сайта женского журнала Cosmopolitan заявила, что новый трек Дани Милохина «несёт эмоции, которые многие из нас испытали в уходящем году», отметив, что «пронзительное начало» сразу переходит в припев, а сама композиция — это история «уникального феномена» этого года.